# لینو لیویابلا
لینو لیویابلا (ایتالیایی: Lino Liviabella; ۷ آوریل ۱۹۰۲ – ۲۱ اکتبر ۱۹۶۴) آهنگساز اهل ایتالیا بود.
از افتخارات وی می‌توان به کسب مدال نقره موسیقی ارکستر در بخش مسابقات هنری بازی‌های المپیک تابستانی ۱۹۳۶ اشاره کرد.